# Baworowski (Adelsgeschlecht)

Wappen der Grafen Baworowski, alte Version

Wappen der Grafen Baworowski

Baworowski ist ein polnisches Adelsgeschlecht.

## Geschichte
Die erste Erwähnung findet am 27. Juli 1779 statt mit Viktor Ignatius Alois Baworowski und seinem Bruder Matthias Baworowski. Sie stammten von Wenzel Baworowski ab, der 1775 in den galizischen Ritterstand erhoben wurde.
Josef Graf Baworowski (1822–1885) wurde vom Kaiser am 20. September 1879 ins Herrenhaus, das Oberhaus des österreichischen Reichsrates, berufen. Als eines von 64 gräflichen Geschlechtern hatte die Familie dann einen erblichen Sitz. Den Sitz nahm nach ihm sein Sohn Emil Graf Baworowski (1864–1908) am 22. April 1889 ein, ihm folgte sein Bruder Rudolf Graf Baworowski (1865–1931) am 24. September 1909.
Ein weiterer bekannter Vertreter der Familie war der polnisch-österreichische Tennisspieler Graf Adam Baworowski (* 9. August 1913 in Wien; † Anfang 1943 in Stalingrad), der bei den French Open und Wimbledon spielte.

## Besitztümer

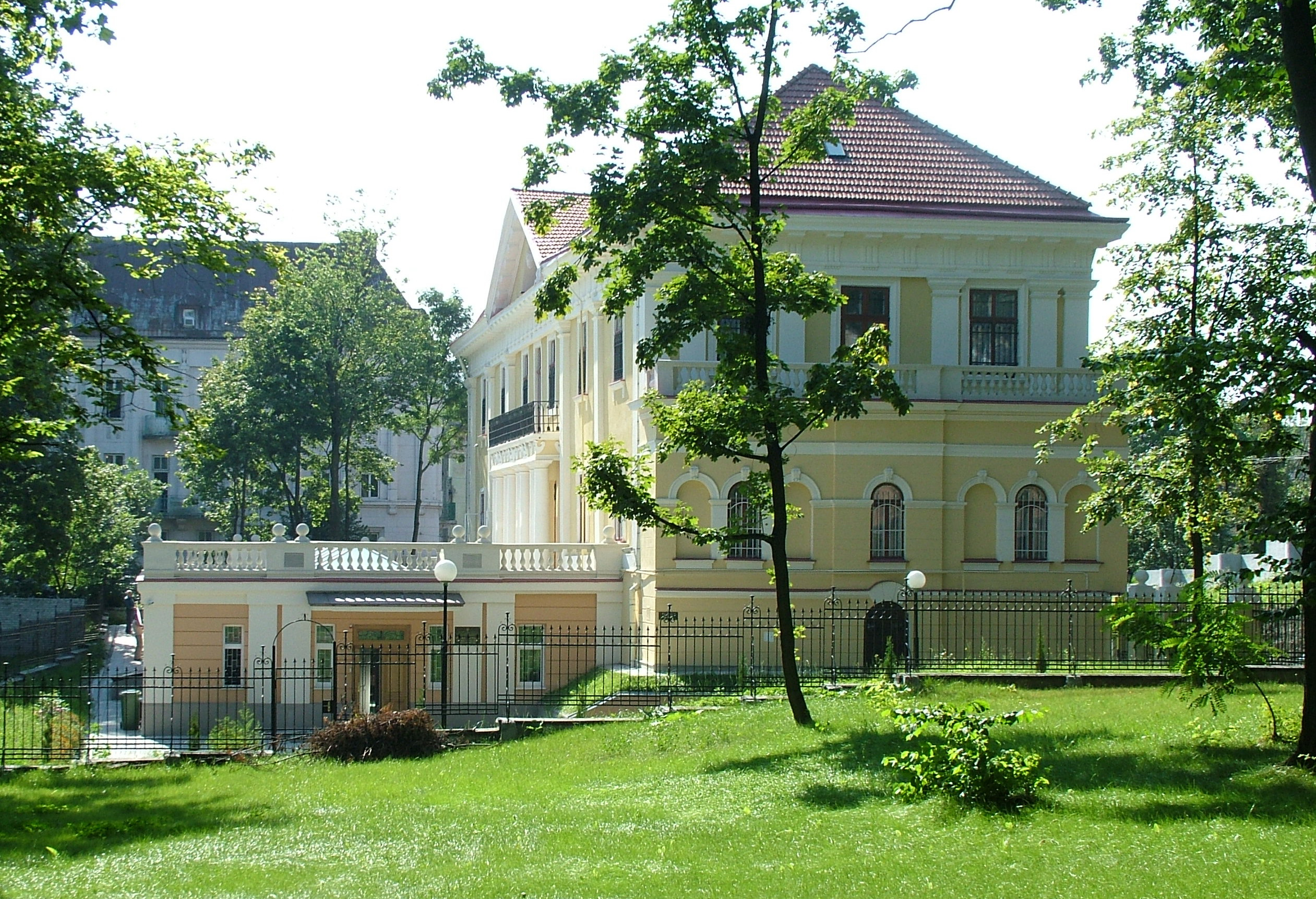
Baworowski-Bibliothek in Lemberg

Bekannt wurde vor allem die Stiftung durch Graf Viktor Baworowski (1826–1894), ein großer Sammler von Büchern und Literatur, der Werke von Lord Byron und Victor Hugo ins Polnische übersetzte. Baworowski besaß eine umfangreiche Kunstsammlung und eine Privatbibliothek mit über 60.000 Bändern in seinem Palais in Lemberg.